# Maxime Le Marchand
Maxime Le Marchand (* 10. listopadu 1989, Saint-Malo, Francie) je francouzský fotbalový obránce, který působí v klubu Le Havre AC, kam odešel z týmu Stade Rennais FC.

## Klubová kariéra
Pobýval ve fotbalové akademii Stade Rennais FC. Před sezonou 2009/10 odešel do Le Havre AC, nejprve na hostování a po sezoně na přestup.